# Troctolit

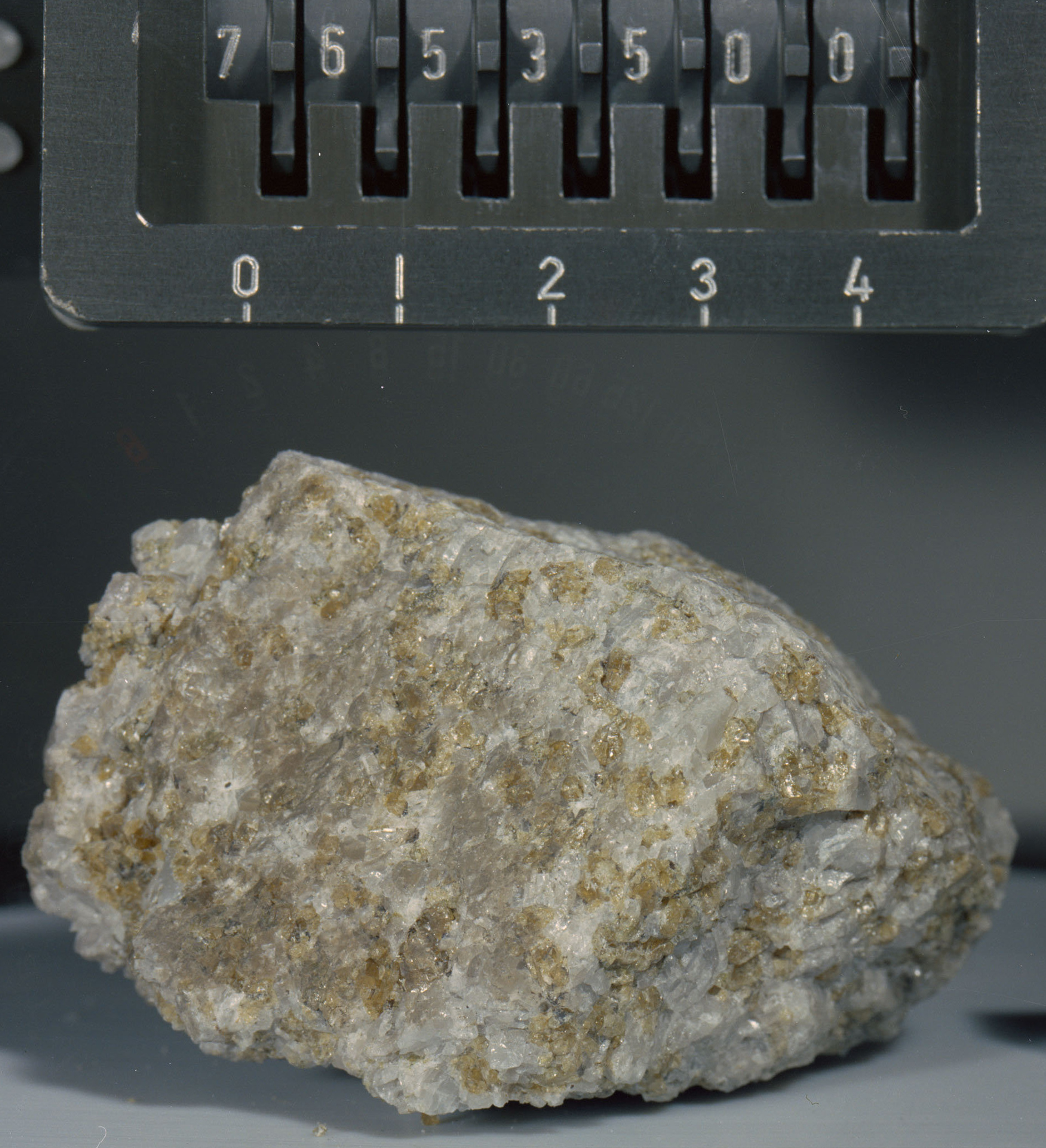
Troctolit funnen på månen vid landningsplatsen för Apollo 17.

Troctolit (från grekiska τρώκτης 'öring' och λίθος 'sten') är en mafisk, intrusiv magmatisk bergart. Den består huvudsakligen av varierande mängder av olivin och kalciumrik plagioklas och har ett lågt innehåll av pyroxen. Det är en olivinrik anortosit, eller en pyroxenutarmad släkting till gabbro. Men till skillnad från gabbro motsvarar ingen troctolit i sammansättning en partiell smälta av peridotit. Således är troctolit nödvändigtvis en ackumulering av kristaller som har fraktionerats från smälta.
Troctolit finns i några skiktade intrång, som i det arkeiska Windimurra-intrånget i västra Australien, den magmatiska sulfidavlagringen i Voisey's Bay i norra Labrador, det magmatiska Stillwaterkomplexet i Montana, Duluth-komplexet i Nordamerika. Midcontinent Rift och tertiära Rhum-skiktade intrång av ön Rùm, Skottland. Troctolit finns också, till exempel, i Merensky-revet i Bushveld Igneous Complex, Sydafrika och i Lizard-komplexet i Cornwall.